# 山崎雄介
山崎 雄介（やまざき ゆうすけ、1964年3月 - ）は、日本の学者・教育学者。現在群馬大学教授。専門は教育内容学・方法学、教育学、学校教育学。

## 来歴・人物
- 1964年3月　京都府で出生。
- 1987年3月　京都大学教育学部教育専攻卒業
- 1992年3月　京都大学大学院教育学研究科教育学科単位取得満期退学
- 1993年〜　京都大学教育学部助手
- 1995年〜　光華女子短期大学生活学科講師
- 2000年〜　光華女子大学短期大学部生活環境学科助教授
- 2001年〜　京都光華女子大学短期大学部生活環境学科助教授
- 2004年〜　群馬大学教育学部学校教育講座教育専攻助教授
- 2007年〜　群馬大学教育学部学校教育講座教育専攻准教授

## 専門分野
子どもの概念形成メカニズムに密着した児童・生徒の概念形成と授業
- 社会科教育論
- 教育課程編成論（カリキュラム）

## 担当講義
- 道徳教育の研究
- 特別活動
- 現代社会と教育
- 教師論
- 教育内容・方法学概論
- 教育内容・方法学演習
- 教育内容・方法学特論
- 教育内容・方法学特論演習
- 教育学総合演習

など

## 著書・論文

### 著書
- 『現代学校批判論の立脚点と射程』（天野・窪島・橋本編『現代学校論』晃洋書房、1993年）
- 『教育内容としての「概念」とはどのようなものか』（グループ・ディダクティカ編『学びのための授業論』勁草書房、1994年）
- 『戦後の日本のカリキュラムの「探究の履歴」』 （グループディダクティカ（編）『学びのためのカリキュラム論』勁草書房、2000年）
- 『社会』（田中耕治（編著）『新しい教育評価の理論と方法２ 教科・総合学習編』日本標準、2002年）
- 『義務教育制度の変容と学力論の課題』 （天野正輝（編）『教育評価論の歴史と現代的課題』晃洋書房、2002年）
- 『「人権教育」と「総合的な学習の時間」』（八木英二・梅田修（編）『人権教育の実践を問う』大月書店、2002年）

### 論文
- 『授業の規定要因としての学力観-安井俊夫の所論と実践を手掛りに-』京都大学教育学部紀要 （学術雑誌、1994年）
- 『「近現代史の授業改革」について』光華女子短期大学研究紀要 （大学・研究所等紀要、1995年）
- 『「近現代史の授業改革」再論-御都合主義者の王国-』光華女子短期大学研究紀要 （大学・研究所等紀要、1996年）
- 『「総合的な学習」をめぐる今日の動向と教育課程　障害者問題研究』（1997年）
- 『「安井実践から加藤実践への発展」説への疑念-「学習者不在の授業」を克服するために-』教育目標・評価学会紀要 （学術雑誌 、1997年）
- 『学校の危機,教育的ニーズと学力論』SNEジャーナル （学術雑誌、1999年）
- 『「総合的な学習の時間」と「人権教育」』　部落問題研究 （大学・研究所等紀要）
- 『指導要録改訂と社会科の評価―「観点別学習状況」へのオールターナティヴにむけて―』（京都光華女子大学短期大学部紀要、大学・研究所等紀要、2002年）

## 所属学会
- 日本教育方法学会
- 教育目標・評価学会 （理事）
- 関西教育学会